# Bozhou
Bozhou (chiń. 亳州市; pinyin Bózhōu shì) – miasto o statusie prefektury miejskiej we wschodnich Chinach, w prowincji Anhui. W 2010 roku liczba mieszkańców miasta wynosiła 178 501. Prefektura miejska w 1999 roku liczyła 5 211 538 mieszkańców.  
Od północnego wschodu graniczy z Huaibei, od południowego wschodu z Bengbu, z Huainan od południa, Fuyang od południowego zachodu oraz od północy z prowincją Henan.

## Podział administracyjny
Prefektura miejska Bozhou podzielona jest na:
- dzielnicę: Qiaocheng,
- 3 powiaty: Guoyang, Mengcheng, Lixin.

## Historia
Bozhou zostało założone w czasach dynastii Tang.